# Wieża kościoła poewangelickiego w Kobylinie
Wieża kościoła poewangelickiego – pozostałość protestanckiej świątyni znajdująca się w Kobylinie, w powiecie krotoszyńskim, w województwie wielkopolskim.
Świątynia wzniesiona w 1764 roku, rozebrana w latach 50. XX wieku. Zachowała się jedynie drewnina wieża nakryta blaszanym dachem hełmowym z latarnią.